# Елейкино (Тверская область)
Елейкино — деревня в Удомельском городском округе Тверской области.

## География
Деревня находится в северной части Тверской области на расстоянии приблизительно 22 км на север-северо-восток по прямой от железнодорожного вокзала города Удомля на северном берегу озера Кезадра.

## История
Деревня была известна с 1545 года. Здесь было учтено дворов (хозяйств) 9 (1886 год), 11 (1911), 11 (1958), 3 (1986), 2 (2000). В советский период истории здесь действовали колхозы «Красная Роща», им. Калинина, «Мир» и совхоз «Куровский». До 2015 года входила в состав Куровского сельского поселения до упразднения последнего. С 2015 года в составе Удомельского городского округа. Ныне имеет дачный характер.

## Население
Численность населения: 51 человек (1886 год), 56 (1911), 32(1958), 4 (1986), 3 (русские 100 %) в 2002 году, 0 в 2010.